# Никола Прост
Никола Прост (на френски Nicolas Prost) е френски автомобилен състезател, роден на 18 август 1981 г. в Сен-Шамон, департамент Лоар. Син е на четирикратния шампион във Формула 1 Ален Прост. Състезава се за отбора на е.дамс-Рено във Формула Е и Ребелиън Рейсинг в клас LMP1 на Световния шампионат за издръжливост. В миналото е участвал и във френския шампионат на Формула 1, испанския шампионат на Формула 3, А1 Гран При, Евросерии 3000, Сериите Льо Ман, френския шампионат върху лед Андрос Трофи и др. През 2008 г. става шампион в Евросерии 3000, освен това има две трети места от Сериите Льо Ман през 2011 г. в клас LMP1 и испанския шампионат на Формула 3. В седем участия на 24-те часа на Льо Ман има две четвърти места в общото класиране и едно първо място в клас LMP1-L. От 2013 г. е тест пилот в отбора от Формула 1 Лотус.